# ساخته مکنه

مکنه ابریشمین قرمز رنگ ویژه نوعروسان، از محصولات تولیدی زنان عشایر سنگسر

ساخته مَکِنه (مکنا یا شال شماره‌دوزی سنگسری) پوشش محلی زنان، در شهرستان مهدی‌شهر (سنگسر) است که قدمت آن به دوره اشکانیان باز می‌گردد. این پارچه عمدتا به عنوان روسری توسط زنان  مورد استفاده قرار می‌گرفت روسری مکنا روسری زنان طبرستان قدیم بوده است که در سنگسر به آن مکنه گفته می شود.
جنس نخ بکار رفته در پوشش ساخته مکنه ابریشم است. متأسفانه این پوشش ابریشمی زیبا و پر نقش و نگار زنان، همچون بسیاری از لباس‌های محلی اقوام ایرانی، در حال فراموش شدن است اما خوشبختانه همچنان در بین عشایر  سنگسر مورد استفاده ‌است. 

## منبع
1. ↑  «سوزن‌دوز مهدی‌شهری کارآفرین برتر کشور شد». ایسنا. ۲۰۲۲-۰۹-۰۶. دریافت‌شده در ۲۰۲۲-۱۰-۲۰.

پوشاک زنان سنگسر. سنگسر نیوز. ۲۰۲۱.  روی داده در دقیقهٔ ۵. دریافت‌شده در ۳۱ مارس ۲۰۲۲.